# Krešo Ljubičić
Krešo Ljubičić (Hanau, 26 settembre 1988) è un ex calciatore tedesco naturalizzato croato, di ruolo centrocampista.

## Statistiche

### Cronologia presenze e reti in nazionale
| Cronologia completa delle presenze e delle reti in nazionale ― Croazia under 21 | Cronologia completa delle presenze e delle reti in nazionale ― Croazia under 21 | Cronologia completa delle presenze e delle reti in nazionale ― Croazia under 21 | Cronologia completa delle presenze e delle reti in nazionale ― Croazia under 21 | Cronologia completa delle presenze e delle reti in nazionale ― Croazia under 21 | Cronologia completa delle presenze e delle reti in nazionale ― Croazia under 21 | Cronologia completa delle presenze e delle reti in nazionale ― Croazia under 21 | Cronologia completa delle presenze e delle reti in nazionale ― Croazia under 21 |
| Data                                                                            | Città                                                                           | In casa                                                                         | Risultato                                                                       | Ospiti                                                                          | Competizione                                                                    | Reti                                                                            | Note                                                                            |
| ------------------------------------------------------------------------------- | ------------------------------------------------------------------------------- | ------------------------------------------------------------------------------- | ------------------------------------------------------------------------------- | ------------------------------------------------------------------------------- | ------------------------------------------------------------------------------- | ------------------------------------------------------------------------------- | ------------------------------------------------------------------------------- |
| 17-11-2007                                                                      | Atene                                                                           | Grecia under 21                                                                 | 3 – 4                                                                           | Croazia under 21                                                                | Qual. Europeo Under-21 2009                                                     | 1                                                                               | 78’                                                                             |
| 21-11-2007                                                                      | Baku                                                                            | Azerbaigian under 21                                                            | 0 – 1                                                                           | Croazia under 21                                                                | Qual. Europeo Under-21 2009                                                     | -                                                                               |                                                                                 |
| 20-8-2008                                                                       | Koprivnica                                                                      | Croazia under 21                                                                | 2 – 1                                                                           | Bosnia ed Erzegovina under 21                                                   | Amichevole                                                                      | 1                                                                               |                                                                                 |
| 5-9-2008                                                                        | Varaždin                                                                        | Croazia under 21                                                                | 4 – 0                                                                           | Albania under 21                                                                | Qual. Europeo Under-21 2009                                                     | 1                                                                               | 76’                                                                             |
| 9-9-2008                                                                        | Varaždin                                                                        | Croazia under 21                                                                | 1 – 1                                                                           | Italia under 21                                                                 | Qual. Europeo Under-21 2009                                                     | -                                                                               | 51’                                                                             |
| 11-2-2009                                                                       | Costrena                                                                        | Croazia under 21                                                                | 2 – 1                                                                           | Macedonia under 21                                                              | Amichevole                                                                      | -                                                                               | 51’                                                                             |
| 5-9-2009                                                                        | Fredrikstad                                                                     | Norvegia under 21                                                               | 1 – 3                                                                           | Croazia under 21                                                                | Qual. Europeo Under-21 2011                                                     | -                                                                               | 90’                                                                             |
| 13-10-2009                                                                      | Varaždin                                                                        | Croazia under 21                                                                | 3 – 1                                                                           | Serbia under 21                                                                 | Qual. Europeo Under-21 2011                                                     | 1                                                                               | 75’                                                                             |
| 14-11-2009                                                                      | Pafo                                                                            | Cipro under 21                                                                  | 1 – 2                                                                           | Croazia under 21                                                                | Qual. Europeo Under-21 2011                                                     | -                                                                               | 51’                                                                             |
| 18-11-2009                                                                      | Zlaté Moravce                                                                   | Slovacchia under 21                                                             | 1 – 2                                                                           | Croazia under 21                                                                | Qual. Europeo Under-21 2011                                                     | -                                                                               | 65’                                                                             |
| Totale                                                                          |                                                                                 | Presenze                                                                        | 10                                                                              |                                                                                 | Reti                                                                            | 4                                                                               |                                                                                 |

## Palmarès

### Club

#### Competizioni nazionali
- Coppa di Croazia: 1

Hajduk Spalato: 2009-2010